# پنپا تسرینگ
پنپا تسرینگ ( به تبتی : སྤེན་པ་ཚེ་རིང , ་ ؛ متولد 1967) یک سیاستمدار تبتی مستقر در هند است.  او دومین سیکیونگ منتخب دموکراتیک از اداره مرکزی تبت در هند است.  در  2021 او جانشین   لوبسانگ سونگای  شد

## زندگینامه

### اوایل زندگی
پنپا تسرینگ در سال 1967  اردوگاه پناهندگان در بیلاکوپه در ایالت کارناتاکا هند به دنیا آمد  پس از حضور در نهضت آزادی تبت و انجمن دوستی نیجریه و تبت در طول روزهای دانشگاه، [  به عنوان مدیر اجرایی در مرکز تحقیقات پارلمانی و سیاست گذاری تبت (TPPRC) در دهلی بین سال‌های 2001 و 2008 خدمت کرد .  نمایندگان مردم ، با مأموریت "ترویج برنامه سیاسی دولت تبت". 

### حرفه سیاسی
پنپا برای دو دوره از سال 1996 و 2006  مرکزی  انتخاب شد  تبت ، واشنگتن، دی سی به مدت یک سال.  او به طور رسمی در 29 اوت 2016 مسئولیت را بر عهده گرفت.  به عنوان نماینده، وظایف او شامل ملاقات با رهبران و مقامات،  ریاست رویدادهای فرهنگی مربوط به تبت، و پرداختن به تبتی ها و مسائل مربوط به تبت بود. 
پنپا در انتخابات سیکیونگ در سال 2016 نایب قهرمان شد .  او نامزدی خود را برای انتخابات 2021 در 3 سپتامبر 2020 اعلام کرد.  در طول انتخابات عمومی CTA در سال 2021 ، پنپا 34324 رای کسب کرد که 5417 رای بیشتر از Kaydor Aukatsang (Kelsang Dorjee Aukatsang) که دومین رای برتر را کسب کرد. در مجموع 63991 تبتی رای دادند.  پنپا در مورد "حل و فصل مسئله تبت"، "مراقبت از رفاه تبتی ها در تبعید"،  به دنبال "تمام راه های ممکن برای برقراری ارتباط با چین"،  "تسهیل (یا) دیدار دالایی لاما از چین و آزادی گئون چن ،  صحبت کرده است. چوکی نیما و همه زندانیان سیاسی دیگر». 
پنپا به عنوان سیکیونگ در 27 مه 2021 در حضور دالایی لاما که به صورت مجازی در آن حضور داشت سوگند یاد کرد.  سوگند توسط کمیسر عالی دادگستری سونام نوربو داگپو اجرا شد.  او اغلب راه وسط و راهنمایی دالایی لاما را نقل می کند